# Grell (Adelsgeschlecht)

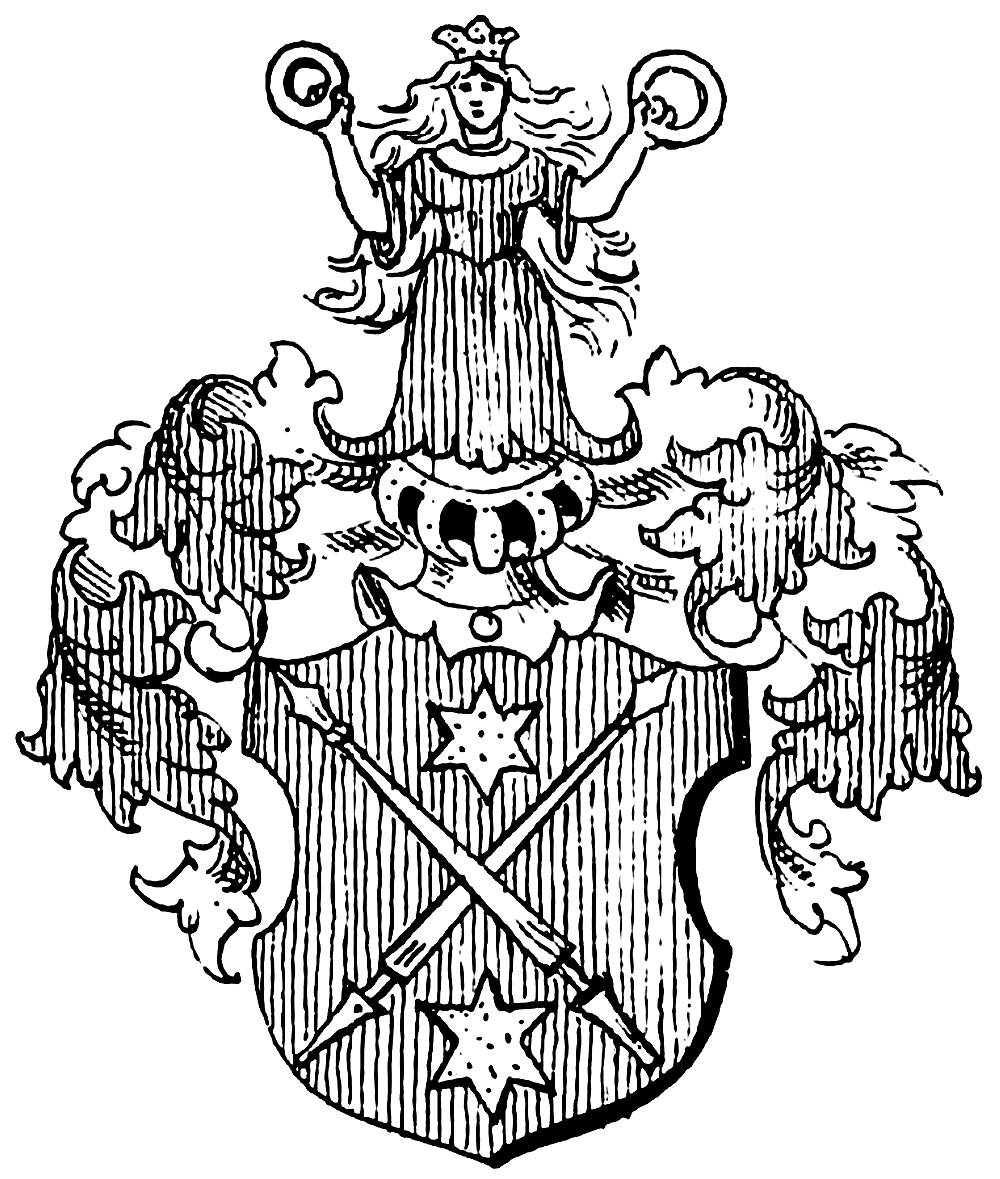
Wappen derer von Grell

Grell, auch Grelle, selten Groel, ist der Name eines ausgestorbenen pommerschen Adelsgeschlechts.

## Geschichte
Das Geschlecht erschien urkundlich zuerst in Pommerellen mit dem Knappen Walter Grelli der am 7. Juni 1302 vom Woiwoden Sweczo das Richteramt in Neuenberg erblich verliehen bekam. Von dort begab sich die Familie nach Lauenburg, wo Robert von Grelle im Jahre 1410 als Patron der Kirche in Wunneschin genannt wurde. 1449 wurde Gunter Grelle († nach 1455) vom Deutschen Orden mit den Dörfern Groß Massow, Labuhn und Zewitz belehnt. Unter seinen Söhnen Günter und Walter teilt sich das Geschlecht in zwei Linien.
Die erste Linie, welche sich späterhin auch nach dem Flemming'schen Kreis ausbreitete, fand ihren Ausgang mit Johann Josua Wilhelm von Grell (* 1742; † 1808). Mit ihm ist auch das Gesamtgeschlecht erloschen. Sein einziger Sohn ist jung verstorben, von seinen beiden Töchtern, verehelichte sich 1788 die ältere Auguste Wilhelmine Charlotte Marie (* 1772; † 1798) an den königlich preußischen Stabskapitän Anton Bogislaw von Brockhusen (* 1748; † 1827). Sie trug ihrem Gatten Batzlaff, Cummin und Dünow zu. Die jüngere Tochter, Ernestine Christine Philippine (* 1773; † 1800) heiratete ebenfalls 1788 den königlich preußischen Oberst Joachim Ferdinand von Ploetz († 1820).
Die zweite Linie saß durchgängig auf den Lauenburger Gütern und fand mit dem im bayerischen Erbfolgekrieg gebliebenen königlich preußischen Kornett im Husaren Regiment von Belling Friedrich Wilhelm Siegmund von Grell (* 1754; † 1778) seinen Ausgang. Labuhn kam, nachdem es zwischenzeitlich bei den Wussow gewesen war, 1784 an den Landrat des Kreises Stargard, Franz Dietrich von Wobeser (1730–1807). Dieser war seit 1776 mit der älteren Schwester des obigen, Charlotte Friederike von Grell (* 1751; † 1816) vermählt.
Eine dritte Linie, nachweislich grundgesessen seit etwa 1700 auf Bochow, ist bisher ohne filiationsmäßigen Zusammenhang. Mit Matthias Heinrich (* 1736; † nach 1802), Erbherr auf Bochow B beschließt sich auch die Linie. Sein älterer Bruder Karl Bogislaw von Grell (* 1731; † 1789), zuletzt Oberstleutnant beim Infanterieregiment v. Wunsch, setzte seinen Neffen (Schwestersohn) Christian Ernst von Jutrzenka (* vor 1758; † nach 1810), Erbherr auf Chosnitz C, als Universalerben ein.

## Weitere Familien
Von den Grell leiten sich zwei weitere ebenfalls mittlerweile abgegangene Adelsgeschlechter ab. Während des sächsischen Reichsvikariats erhielt Johann Ernst Prell († 1781), nachdem er seine Abstammung von den Lauenburgischen Grell nachweisen konnte, die Anerkennung des Reichsadelstandes mit Wappenbesserung  am 20. August 1741 in Dresden als von Grellen-Prell. Seine Familie, stand überwiegend in polnischen Diensten und besaß das Gut Schönhagen bei Bromberg. Seine Enkeltochter Anna Elisabeth Karoline von Grellen-Prell (* 1775; † 1836), seit 1822 Herrin auf Bremin vermählte sich 1803 mit Johann Nitykowski († 1838). Der Enkel der beiden, der königlich preußische Oberstleutnant der Landwehr-Kavallerie sowie Erbherr auf Bremin und Adlig Salesche Franz Hermann Artur Nitykowski (* 1842; † 1907), wurde am 10. August 1892 in Potsdam in den preußischen Adelstand als von Nitykowski-Grellen gehoben.
Kaiser Leopold II. erhob zudem am 15. März 1777 in Wien Otto Diederich und Carl Ludwig Grell, Erbherren auf Madsow in den Adelsstand. Legte ihnen aber ein von den obigen Grell verschiedenes Wappen bei: In Rot zwei silberne Querbalken, in der oberen Feldung von einem goldenen Stern zwischen zwei goldenen Lilien, in der mittleren von drei goldenen Lilien und in der unteren von zwei goldenen Lilien begleitet. Auf dem gekrönten Helm mit rechts rot-silbernen und links rot-goldenen Decken, zwei von Rot und Silber übereck geteilte Flügel, dazwischen der Stern.

## Besitz
- In Pommern: Batzlaff (anteilig), Bochow, Buckowin, Cummin (anteilig), Dünow, Groß Massow, Klein Weckow, Labuhn, Langeböse, Lüttkenhagen, Wietstock und Zewitz
- In Mecklenburg: Adloffstorf,[3] Damekow und Madsow

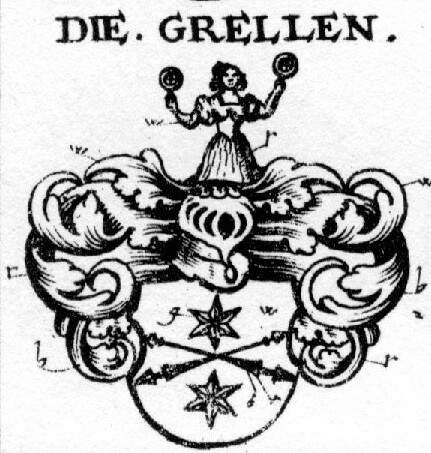
Wappen derer von Grellen

## Wappen
Das Stammwappen zeigt in Rot zwei mit den Spitzen aufwärts gerichtete, ins Andreaskreuz gelegte silberne Lanzen, oben und unten von je einem goldenen Stern begleitet. Auf dem Helm mit roten und silbernen Decken, eine rot gekleidete Jungfrau, in jeder Hand einen silbernen Turnierring haltend.